# Ланчхути
Ланчху́ти (груз. ლანჩხუთი) — город в Грузии. Административный центр Ланчхутского муниципалитета края Гурия в южной части Колхидской низменности.

## История
Статус города Ланчхути получил в 1961 году, до этого имел статус посёлка. Во времена СССР являлся центром Ланчхутского района Грузинской ССР.

## Население
В 1989 году население Ланчхути составляло 9021 человек. В современной Грузии Ланчхутский район сохраняется, но входит в регион Гурия. Население города по переписи 2014 года составляет 6395 человек, из них большинство грузины.

## Экономика
Промышленность (1973): чаеразвесочная фабрика, консервный завод, мясо-молочный комбинат, кирпично-черепичный завод.

## Транспорт
Ланчхути — железнодорожная станция Грузинской железной дороги (линия Самтредиа — Батуми).

## Спорт
В городе расположена база футбольного клуба «Гурия», в 1987 году игравшего в высшей лиге чемпионата СССР. Ланчхути — самый маленький город, команда которого когда-либо выступала в высшей лиге советского футбола.

## Известные уроженцы
В Ланчхути родился Ной Жордания, а в селе Мамати Ланчхутского района — Эдуард Шеварднадзе.

## Города-побратимы
- Коди, США
- Новая Каховка, Украина

## Топографические карты
- Лист карты K-38-61 Самтредиа. Масштаб: 1 : 100 000. Состояние местности на 1987 год. Издание 1989 г.